# 閻毗
閻毗（？—？），榆林盛樂（今内蒙古自治区和林格尔县）人，北周帝婿、官员。
北周上柱國寧州刺史閻慶之子。閻毗七歲襲石保縣公，北周武帝時選為帝婿，娶清都公主。北周宣帝即位，拜仪同三司，授千牛左右。入隋后，隋文帝愛其才藝，拜車騎將軍。閻毗在隋代的最有貢獻的工程就是修築了河北的一段（從洛口到涿郡）的運河。後從煬帝征遼東，至高陽卒。
有子閻立德、閻立本。

## 延伸阅读
[在维基数据编辑]
 《隋書·卷68》，出自魏徵《隋书》